# Maria Paola Turcutto
Maria Paola Turcutto (Roma, 2 de gener de 1965) va ser una ciclista italiana que va competir en carretera, ciclisme de muntanya i ciclocròs. Va participar als Jocs Olímpics d'Estiu de 1992.

## Palmarès en ruta
- 1988
  - 1a al Giro del Friül
- 1991
  - 1a al Trofeu Alfredo Binda
- 1992
  -  Campiona d'Itàlia en contrarellotge
  - Vencedora d'una etapa al Tour de l'Aude

## Palmarès en ciclocròs
- 1996
  -  Campiona d'Itàlia en ciclocròs
- 1997
  -  Campiona d'Itàlia en ciclocròs
- 2001-2002
  -  Campiona d'Itàlia en ciclocròs

## Palmarès en bicicleta de muntanya
- 1995
  -  Campiona d'Itàlia en bicicleta de muntanya